# Vrasiátis Potamós
Vrasiátis Potamós är ett vattendrag i Grekland.   Det ligger i prefekturen Arkadien och regionen Peloponnesos, i den södra delen av landet, 110 km sydväst om huvudstaden Aten.